# Anthony Trollope

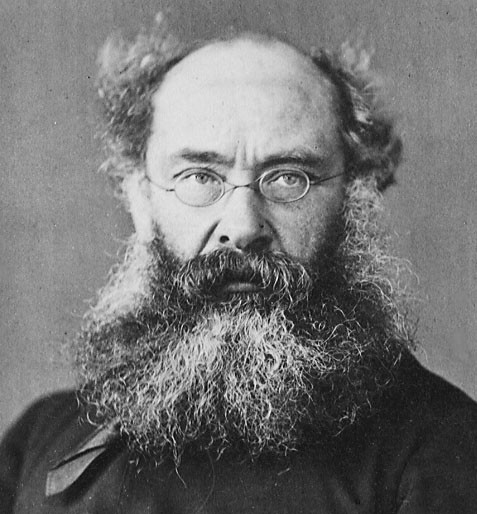
Anthony Trollope

Anthony Trollope (* 24. April 1815 in London; † 6. Dezember 1882) war ein englischer Schriftsteller und einer der erfolgreichsten und meistgelesenen Romanautoren der viktorianischen Ära. Er gilt mit insgesamt 47 Romanen, etlichen Reisebeschreibungen, Erzählungen, Essays, Biographien und einem Bühnenstück als vielseitig aktiver Autor. Sechs seiner Romane spielen in der imaginären Grafschaft Barsetshire. Das deutsche Leserpublikum zeigte für sein viktorianisches Gesellschaftsmilieu eher wenig Interesse.

## Leben
Trollope wurde in London geboren. Der Vater war ein erfolgloser Advokat, später auch Farmer. Seine Mutter Frances Trollope, eine Pfarrerstochter, wurde nach einem Aufenthalt in Nordamerika als erfolgreiche Schriftstellerin bekannt –, sie kehrte aber wieder nach England zu ihrem Ehemann zurück, der dort verblieben war. Trollope besuchte als Kind verschiedene Schulen, unter anderem Harrow und Winchester College.
1834 flüchtete der Vater samt Familie wegen Verschuldung nach Belgien. Trollope betätigte sich hier als Hilfslehrer, kehrte aber nach wenigen Monaten nach London zurück und war als Postangestellter beruflich tätig. Er lebte in Pensionshäusern, und es fehlte ihm oft das nötige Geld. In dieser Zeit unterstützte ihn gelegentlich seine Mutter finanziell mit Geld, welches sie als Autorin verdiente. An ihrem Beispiel erkannte Trollope, dass eine schriftstellerische Tätigkeit finanziell einträglich sein kann. So ist darin, neben der von ihm selbst benannten Tendenz zu gedankenverlorenen Phantasien aus Kindheits- und Jugendtagen, wohl die wesentliche Motivation für sein späteres Schreiben zu sehen. 1841 schickte ihn die Post als Beamten nach Irland. Hier heiratete er im Alter von 29 Jahren die Engländerin Rose Heseltine. Trollope hatte mit ihr zwei Söhne.
In den folgenden Jahren arbeitete Trollope für das Londoner Generalpostamt, wo er als Unterhändler für den Abschluss von Postverträgen mit anderen Ländern beschäftigt war. Diese beruflichen Aufgaben führten ihn auch nach Übersee, beispielsweise nach Ägypten und auf die Westindischen Inseln. 1859 kehrte er mit seiner Familie zurück nach England. Über seinen Aufenthalt in Irland schrieb er in seiner Autobiographie: „Es war insgesamt eine sehr vergnügliche Zeit, die ich in Irland verbrachte. Die Iren ermordeten mich nicht, und sie brachen mir auch nicht das Genick. Ich fand bald, dass sie gut gelaunt und klug waren – besonders die Arbeiterklasse, die wesentlich intelligenter war als die in England – außerdem waren sie sparsam und gastfreundlich.“ Während seines Aufenthalts in Irland veröffentlichte Trollope 1847 seinen ersten Roman The Macdermots of Ballycloran. Dieser fiel, ebenso wie die beiden folgenden, bei Kritik und Publikum weitgehend durch, erst sein vierter Roman The Warden (1855) verschaffte ihm einige Anerkennung und ermutigte ihn letztlich, das Schreiben fortzusetzen.
Trollope verfolgte seine Doppelkarriere als Postbeamter und Schriftsteller konsequent weiter. Da er tagsüber als Postaufsichtsinspektor seinem Beruf nachging, schrieb er vorwiegend in den frühen Morgenstunden, meist nach einem strengen Reglement, das er sich selbst auferlegte. Nach diesem hielt er es für die angemessene Produktionsmethode, eine Seite (250 Wörter) in fünfzehn Minuten zu schreiben. Der Arbeitsfortschritt wurde in der Regel in einer Art Tagebuch dokumentiert. Auf diese Art veröffentlichte er bis zu seinem Ausscheiden aus dem Postdienst im Jahr 1867 elf weitere Romane sowie etliche Sammlungen von Reiseskizzen und Kurzprosa.

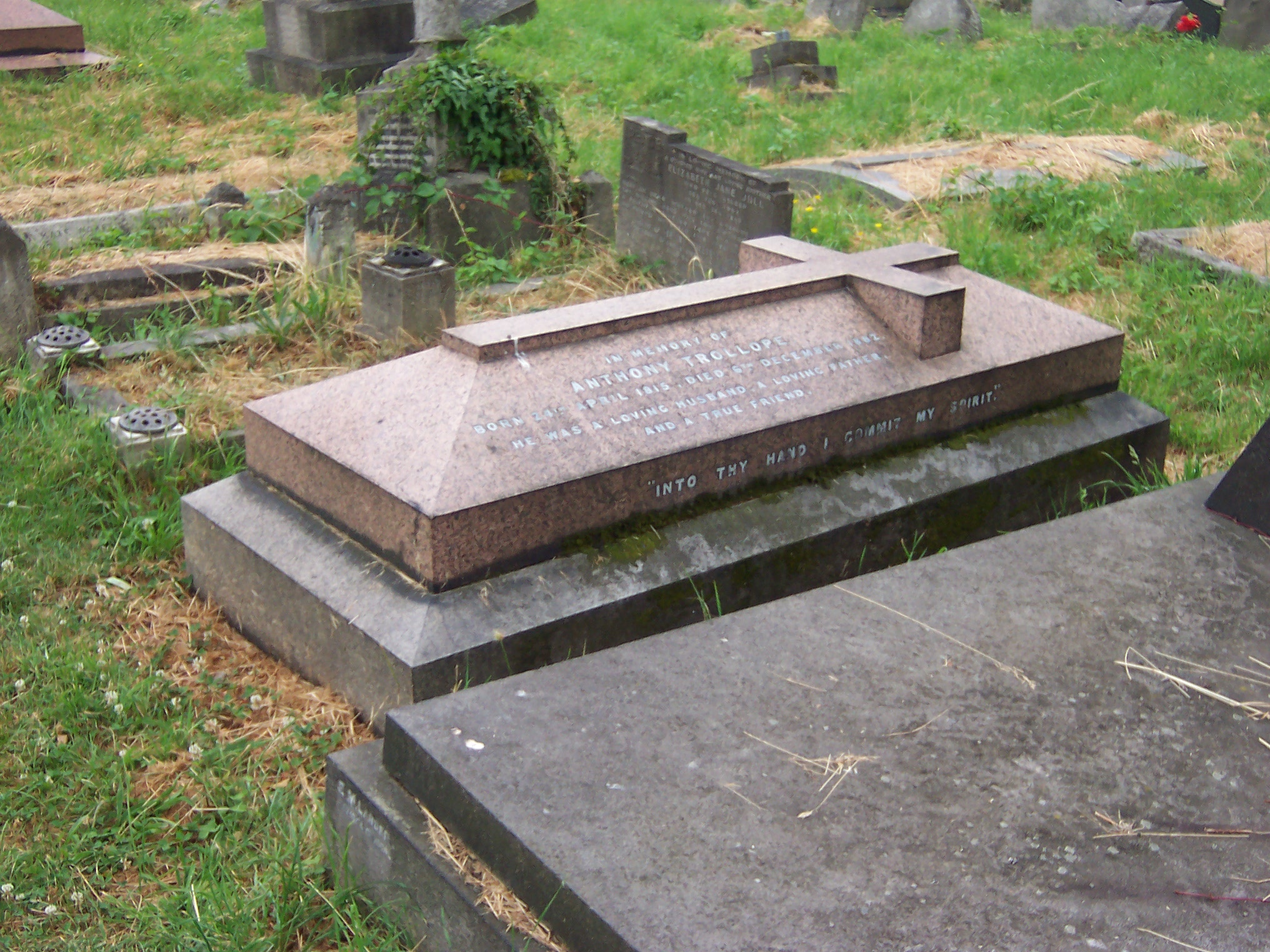
Trollopes Grab in London

Nach dem Ende seiner Tätigkeit im Postdienst hatte Trollope umso mehr Zeit zum Schreiben (in den Jahren bis zu seinem Tod entstehen die übrigen dreiunddreißig Romane), aber auch für andere Lieblingsbeschäftigungen, die Fuchsjagd sowie das Reisen. In den folgenden Jahren unternahm er häufig Reisen nach Europa, in die Vereinigten Staaten sowie nach Australien, wo sich einer seiner Söhne niedergelassen hatte. Im Jahr 1868 bewarb sich Trollope erfolglos als Kandidat der liberalen Partei in Beverley (Yorkshire) um einen Parlamentssitz. 1876 unterstützte er den ehemaligen liberalen Premierminister William Ewart Gladstone bei dessen Agitation für ein internationales Eingreifen gegen die türkische Unterdrückung des bulgarischen Aprilaufstands.
Am 6. Dezember 1882 starb Trollope in London. Sein Grab befindet sich auf dem  Londoner Friedhof Kensal Green Cemetery, in der Nähe der Grabstätte von Wilkie Collins.
Postum erschienen drei zum Zeitpunkt seines Todes bereits fertiggestellte Romane sowie seine Autobiographie.

## Werke
Während die Romane von Charles Dickens, William Makepeace Thackeray und Bulwer-Lytton in deutscher Übersetzung eine weite Verbreitung gefunden hatten, wurden bisher nur wenige Romane von Anthony Trollope ins Deutsche übersetzt, so unter anderem Doktor Thorne, Die Türme von Barchester, Der Premierminister, Septimus Harding, der Spitalvorsteher und zuletzt Die Claverings.

### Septimus Harding, der Spitalvorsteher
Septimus Harding, ein verwitweter Kantor und Vorsteher eines Armenstifts, lebt mit seiner jüngeren Tochter zufrieden im fiktiven englischen Städtchen Barchester. Ein enger Freund der Familie – und zukünftiger Schwiegersohn Hardings – lässt sich von einem kirchenkritischen Reporter des Boulevardblattes „the jupiter“ dazu verleiten, die Rechtmäßigkeit von Hardings Bezügen als Spitalvorsteher in Frage zu stellen. Harding leidet sehr unter den wiederholten Angriffen des Jupiter, während der Mann seiner älteren Tochter, der streitbare Archidiakon Grantly versucht, notfalls mit Zähnen und Klauen das Recht der Kirche zu verteidigen.

### Serien
The Barchester Chronicles
- The Warden (1855)

Septimus Harding, Spitalvorsteher. Übers. von Andrea Ott. Zürich: Manesse 2002. ISBN 3-71751994-8.
- Barchester Towers (1857)

Die Türme von Barchester. Übers. von Andrea Ott. Mit Nachwort von Doris Feldmann. Zürich: Manesse 2005. ISBN 978-3-7175-2070-2.
- Doctor Thorne (1858)

Doktor Thorne. Übers. von Harry Kahn. Nachwort von Max Wildi. Zürich: Manesse 1954.
- Framley Parsonage (1861)

Das Pfarrhaus Framley. Übers. von A. Kretzschmar. 6 Bde. Wurzen: Verlags-Comptoir 1864. PDF-Download bei der Bayerischen Staatsbibliothek München.
- The Small House at Allington (1864)
- The Last Chronicle of Barset (1867)

The Pallisers
- Can You Forgive Her? (1864)
- Phineas Finn (1869)
- The Eustace Diamonds (1873)
- Phineas Redux (1874)
- The Prime Minister (1876)

Der Premierminister. Dt. Irma Wehrli, Zürich: Manesse, 1991, ISBN 978-3-7175-8180-2.
- The Duke’s Children (1879)

### Romane
- The Macdermots of Ballycloran (1847)
- The Kellys and the O’Kellys (1848)
- La Vendée (1850)

Eine Liebe in Frankreich. Ins Deutsche übertragen von Barbara Röhl. Bergisch Gladbach: Bastei-Verlag Lübbe 1998. ISBN 3-404-13927-5.
- The Three Clerks (1858)
- The Bertrams (1859)

Die Bertrams. Deutsche Übersetzung von A. Kretzschmar. 6 Bde. Wurzen: Verlags-Comptoir 1862. PDF-Download bei der Bayerischen Staatsbibliothek München
- Castle Richmond (1860)

Schloss Richmond. Deutsche Übersetzung von A. Kretzschmar. 6 Bde. Wurzen: Verlags-Comptoir 1863. PDF-Download bei der Bayerischen Staatsbibliothek München.
- Orley Farm (1862)

Orley Farm. Deutsche Übersetzung von A. Kretzschmar. 5 Bde. Wurzen: Verlags-Comptoir 1865. PDF-Download bei der Bayerischen Staatsbibliothek München
Orley-Farm. Deutsche Übersetzung von C. Marggraff. 6 Bde. Leipzig: Ernst Julius Günther 1865.
- North America (Reisebericht, 1862)
- Rachel Ray (1863)
- Miss Mackenzie (1865)

Miss Mackenzies Mut zu lieben. Die Geschichte einer alten Jungfer. Dt. von Charlotte Houben, Briedel: Rhein-Mosel-Verlag, 1997. ISBN 978-3-929745-53-5.
- Travelling Sketches (Kurzprosa) (1866)
- Clergymen of the Church of England (Kurzprosa, 1866)
- The Belton Estate (1866)
- The Claverings (1867)

Die Claverings. Deutsche Übersetzung von Andrea Ott. Nachwort von Manfred Pfister. Zürich: Manesse 2007. ISBN 978-3-7175-2138-9.
- Nina Balatka (1867)
- Linda Tressel (1868)
- He Knew He Was Right (1869)
- Did He Steal It? (Theaterstück, 1869)
- The Struggles of Brown, Jones, and Robinson (1870)
- The Vicar of Bullhampton (1870)
- An Editor’s Tales (Erzählungen) (1870)
- Sir Harry Hotspur of Humblethwaite (1871)
- Ralph the Heir (1871)
- The Golden Lion of Granpère (1872)
- Harry Heathcote of Gangoil (1874)
- Lady Anna (1874)
- The Way We Live Now (1875)
- The American Senator (1877)
- Is He Popenjoy? (1878)
- John Caldigate (1879)
- An Eye for an Eye (1879)
- Cousin Henry (1879)
- Thackeray (Kritik, 1879)
- Ayala’s Angel (1881)
- Doctor Wortle’s School (1881)
- The Fixed Period (1882)
- Kept in the Dark (1882)

Cecilia. Dt. von Charlotte Houben. Briedel: Rhein-Mosel-Verlag, 1996. ISBN 978-3-929745-36-8.
- Marion Fay (1882)
- Mr. Scarborough’s Family (1883)
- The Landleaguers (unvollendet, 1883)
- An Old Man’s Love (1884)

### Sonstiges
- Australia and New Zealand (Reisebericht, 1873)
- The Noble Jilt (Drama, 1923)
- Life of Cicero (Biographie, 1880)
- How the ‘Mastiffs’ Went to Iceland (Reisebericht, 1878)
- South Africa (Reisebericht, 1878)
- London Tradesmen (Kurzprosa, 1927) „Nobody holds a good opinion of a man who holds a low opinion of himself“
- The New Zealander (Essay, 1972)
- The West Indies and the Spanish Main (Reisebericht, 1859)
- Tales of All Countries – 1st Series (Erzählungen, 1861)
  - Auszug, dt. Übers. Günter Löffler: La mère Bauche. In: Englische Erzähler des 19. Jahrhunderts. Hg. Gerhard Schneider. Neues Leben, Berlin 1962, S. 195–236
- Tales of All Countries – 2nd Series (Erzählungen, 1863)
- Tales of All Countries – 3rd Series (Erzählungen, 1870)
- Hunting Sketches (Kurzprosa) - 1865

### Adaptionen
Die Romanstoffe Trollopes dienten der BBC des Öfteren als Vorlage für Hörstücke und Fernsehsendungen, zum Beispiel Episoden aus den Romanreihen The Pallisers, The Barchester Chronicles, The Way We Live Now, The Small House at Allington oder The Kellys and the O’Kellys.